# John M. Gearin

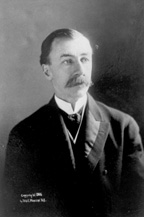
John M. Gearin

John McDermeid Gearin (* 15. August 1851 bei Pendleton, Oregon; † 12. November 1930 in Portland, Oregon) war ein US-amerikanischer Politiker (Demokratische Partei), der den Bundesstaat Oregon im US-Senat vertrat.
John Gearin, Sohn aus Irland eingewanderter Eltern, besuchte zunächst die öffentlichen Schulen seiner Heimat und danach von 1863 bis 1867 das Saint Mary’s College in San Francisco. 1871 schloss er als Bachelor of Laws sein Studium an der University of Notre Dame in Indiana ab; zwei Jahre später wurde er nach einer juristischen Ausbildung in die Anwaltskammer von Oregon aufgenommen und begann in Portland zu praktizieren. Mit seiner Frau Matilda, die er 1878 heiratete, hatte er drei Kinder.
Seine politische Laufbahn begann Gearin 1874 als parteiloser Kandidat für einen Sitz im Repräsentantenhaus von Oregon. Er war siegreich und verbrachte ein Jahr im Staatsparlament. 1875 fungierte er als Prozessanwalt der Stadt Portland; von 1884 bis 1886 war er Bezirksstaatsanwalt des Multnomah County. Eine Kandidatur zum Repräsentantenhaus der Vereinigten Staaten schlug 1878 fehl. Zwischenzeitlich war Gearin den Demokraten beigetreten.
US-Präsident Grover Cleveland berief John Gearin 1893 zum Sonderermittler der Regierung mit Zuständigkeit für Fälle von Opiumbetrug. Schließlich wurde er von Oregons Gouverneur George Earle Chamberlain zum Nachfolger des verstorbenen US-Senators John H. Mitchell ernannt. Er nahm dieses Mandat zwischen dem 13. Dezember 1905 und dem 23. Januar 1907 wahr; bei der Nachwahl, die Frederick W. Mulkey für sich entschied, trat er nicht an. Gearin arbeitete nach seiner Zeit im Senat wieder als Anwalt in Portland, wo er 1930 verstarb.